# Fomena (Adansi North)
Fomena – miasto i stolica dystryktu Adansi North w regionie Ashanti w Ghanie. Jest miastem dużego historycznego znaczenia. Tutaj 14 marca 1874 podpisany został traktat pokojowy między królem Aszanti Kwaku Dua III Asamu a Brytyjczykami po zakończeniu II wojny Brytyjczyków z Aszanti.